# Centrul Transnistrean de Radio și Televiziune

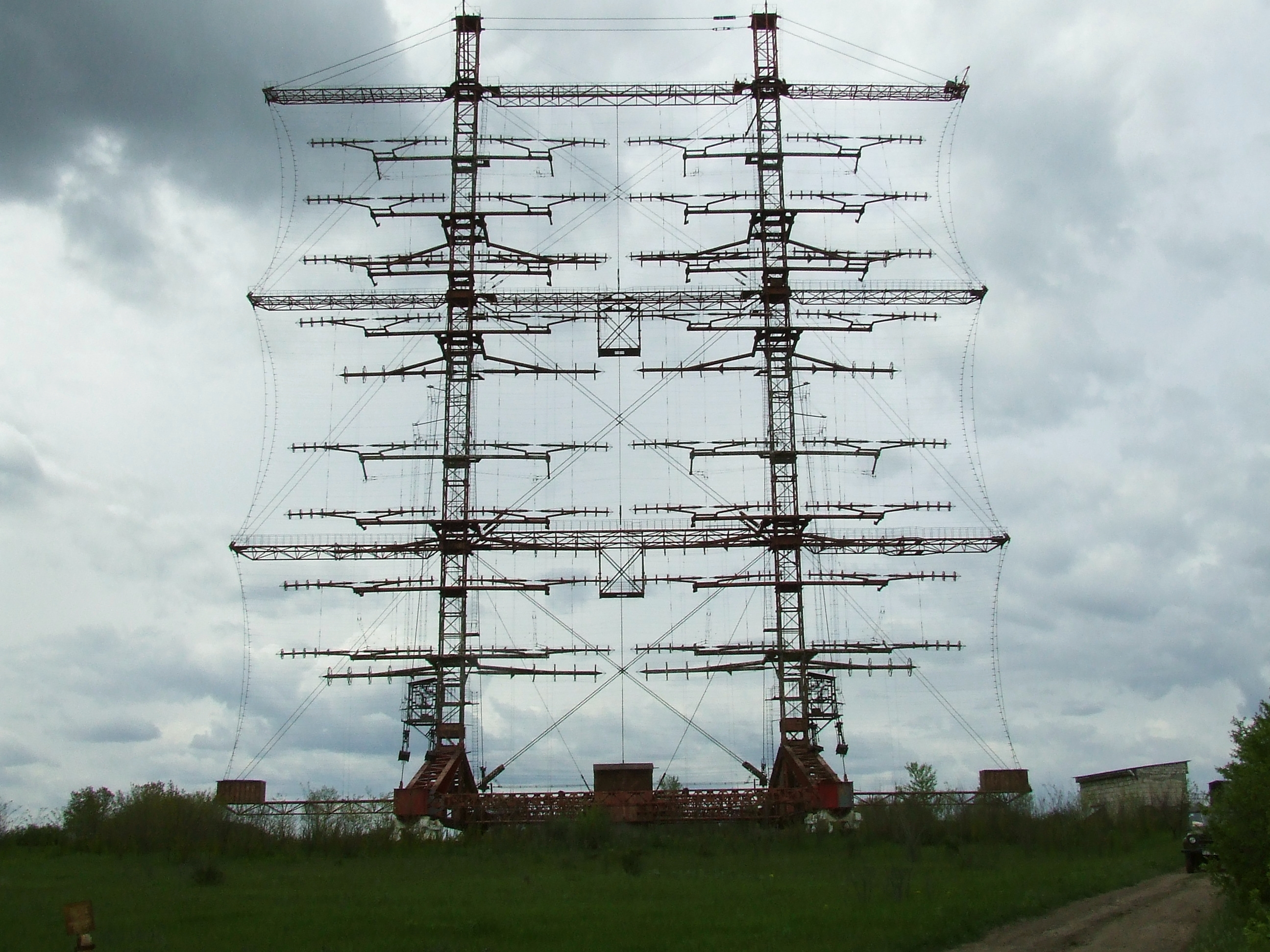
Antenele centrului de radioteleviziune din Maiac

Centrul Transnistrean de Radio și Televiziune (CTRT) se află în Maiac, a fost construit între 1968-1975 și se întinde pe 9,5 km2; poate transmite pe unde scurte și medii. La inceputul anilor 90' aceasta era una din cele mai puternice stații radio din Europa. Pe timpurile sovietice aceasta stație transmitea semnalul radio în țările Europei și practic în toată emisfera de vest până în SUA, Cuba și Canada.
Stația a fost utilizată și pentru blocarea semnalelor neprietenești pentru guvernul sovietic din partea stațiilor de radio ca Vocea Americii și Radio Europa Liberă. La sfârșitul anilor 1980 existau 20 de emițătoare. În 1997, un turn de 350 m iar altul de 250 metri ce aparțineau instalației utilizate pentru radiodifuziune pe unde medii s-au prăbușit ca urmare a înghețului. În 2007, Rețeaua rusească de radio și televiziune a cumpărat toate acțiunile Centrului plătind 3,3 mil. USD.